# NGC 1052-DF2
NGC 1052-DF2 es una galaxia ultra difusa (UDG) en la constelación de Cetus, que fue identificada en un estudio de imágenes de campo amplio del grupo NGC 1052 por el telescopio Dragonfly. Se ha propuesto que la galaxia contiene poca o ninguna materia oscura, el primer descubrimiento de este tipo. El 20 de marzo de 2019 se publicó un estudio de seguimiento en el que se anunciaba el descubrimiento de una segunda UDG carente de materia oscura, NGC 1052-DF4.

## Distancia
La distancia de la galaxia desde la Tierra, derivada por la fluctuación del brillo superficial, es de 19 ± 1,7. Debido a su proximidad, se supone que está asociada a la galaxia elíptica, y que se encuentra a una distancia de unos 80 millones de kilómetros de NGC 1052.
El 3 de junio de 2019, sin embargo, un equipo separado utilizó un conjunto de datos de observación completo sobre el mismo objeto para revisar esta afirmación, y descubrió que la distancia real de la galaxia era diferente, y que podría contener materia oscura.
Un estudio más reciente sobre NGC 1052-DF2 sugiere que la distancia de la galaxia de la que se había informado anteriormente estaba muy exagerada. En consecuencia, la galaxia parece ahora "normal" en todos los sentidos. Utilizando cinco métodos independientes para estimar las distancias de los cuerpos celestes, un equipo de investigadores del Instituto de Astrofísica de Canarias (IAC) encontró que la distancia correcta de NGC 1052-DF2 es de 42 millones de años luz, y no de 64 millones de años luz desde la Tierra. La masa total de la galaxia es aproximadamente la mitad de la estimada anteriormente, pero la masa de sus estrellas es solo una cuarta parte de la estimada anteriormente. Esto implica que una parte significativa de NGC 1052-DF2 podría estar formada por materia oscura, como cualquier otra galaxia.

## Materia oscura
La aparente ausencia de materia oscura en NGC 1052-DF2 puede ayudar a demostrar que la materia oscura es real: si lo que parece ser materia oscura es realmente un efecto actualmente desconocido de la gravedad de la materia ordinaria, entonces esta aparente materia oscura también debería aparecer en esta galaxia. Habrá que seguir estudiando antes de poder confirmar esta y otras posibles implicaciones. Si se confirma, la ausencia de materia oscura también podría tener implicaciones para las teorías de formación de galaxias, ya que se ha pensado que la materia oscura es necesaria para la formación de galaxias.
Un estudio posterior pretende demostrar que la galaxia puede contener más materia oscura de la que se informó inicialmente. Puede tener una relación masa-luz hacia el extremo inferior de los valores esperados para una galaxia enana. Sin embargo, un estudio de seguimiento realizado el 20 de marzo de 2018 y un nuevo descubrimiento de una segunda galaxia ultra difusa, NGC 1052-DF4, también aparentemente carente de materia oscura, cuestiona la conclusión del estudio anterior. En junio de 2021, nuevas observaciones del Hubble han confirmado que NGC 1052-DF2 carece de materia oscura.

## Otras galaxias similares
Los astrónomos descubrieron una segunda galaxia sin materia oscura, NGC 1052-DF4, que es otra galaxia ultra difusa, bastante grande, extendida y débil de observar. El descubrimiento de otra galaxia con muy poca o ninguna materia oscura significa que las posibilidades de encontrar más galaxias de este tipo pueden ser mayores de lo que pensaban los cosmólogos.
Otro grupo de astrónomos ha descubierto la existencia de colas de marea en NGC 1052-DF4 que indican que la falta de materia oscura ha sido causada por la interacción con una galaxia vecina cercana (una galaxia espiral de baja masa, NGC 1035). La interacción explica naturalmente el bajo contenido de materia oscura inferido para esta galaxia y reconcilia este tipo de galaxias con nuestros modelos actuales de formación de galaxias.